# Albus Dumbledore
Mielőtt kezdetét veszi a bankett, szeretnék néhány szót szólni. Íme: Filkó! Pityer! Varkocs! Dzsúzli! 
Albus Percival Wulfric Brian Dumbledore professzor (1881 júliusa vagy augusztusa – Roxfort, 1997 júniusa) kitalált szereplő J. K. Rowling nagy sikerű Harry Potter-sorozatában. Dumbledore a Roxfort Boszorkány- és Varázslóképző Szakiskola igazgatója és a Főnix Rendjének vezetője. Keresztneve, az Albus latin szó, jelentése: „fehér”, „tiszta”. A Dumbledore óangol nyelven „dongót” jelent.
Dumbledore a legerősebb varázslók egyike a világon, de rendkívüli erejét szinte sohasem használja fel, jóakaratú és hóbortos, a jó mágusok archetípusát testesíti meg, hasonlóan Merlinhez és Gandalfhoz. Együtt érez Harry Potter nehézségeivel, és alkalmanként elnézőbb a fiatal varázsló hibáival szemben, mint másokéval lenne. Azt mondják, ő az egyetlen varázsló, akitől Voldemort nagyúr valaha is félt.
Dumbledore-t magasnak és soványnak mutatják be a könyvek, hosszú ősz hajjal és szakállal. Égszínkék szeme, nagyon hosszú, görbe orra (úgy néz ki, mintha legalább két helyen eltörték volna) és hosszú ujjai vannak, ami talán az erős varázslók közös vonása, hiszen regénybeli ellenfelét, Voldemortot is hasonlóan jellemzi a szerző. Dumbledore félhold alakú szemüveget visel. Állítása szerint van egy átokheg a bal térde fölött, mely a teljes londoni metróhálózat térképét ábrázolja, de ez a közlés – mondhatni – kétséges hitelű.
|  | Ez a szócikk a teljes Harry Potter-sorozat cselekményét részletezi! |

## A karakter felépítése, személyisége
Voldemorthoz és több más Harry Potter-karakterhez hasonlóan Dumbledore karaktere is merít a Gyűrűk Ura világából. J. R. R. Tolkien mágusa, Gandalf volt a minta Rowling számára Dumbledore megalkotásához. Nemcsak külső jegyeikben hasonlítanak (hosszú haj, szakáll, bölcsességet sugárzó, idős, ugyanakkor élettel teli megjelenés), de személyiségüket és képességeiket illetően is. Mindketten saját világuk legbölcsebbjei és leghatalmasabbjai közé tartoznak, Dumbledore varázsereje pedig ugyanúgy a tűzzel és a fénnyel áll összefüggésben, mint Gandalfé. Mindketten a főszereplők bölcs és nagytudású mentoraiként és tanácsadóiként, valamint a gonosz elleni harc vezetőiként emelkednek ki világukból. Persze a két szereplő nem teljesen egyforma, sok különbség is akad köztük, a legfontosabb talán az, hogy míg Gandalf Tolkien világának angyali jellegű lényei, a maiák közé tartozik, tehát a teremtés előtt született és halhatatlan, addig Dumbledore ember (bár a történet szerint jóval tovább élt, mint a többi halandó).
Dumbledore J. K. Rowling megfogalmazása szerint a jóság megtestesítője. Egyik legjellegzetesebb tulajdonsága, hogy képes megbízni azokban, akik mások szerint megbízhatatlanok (ebben is Gandalfra hasonlít, aki a Középföldén alig ismert hobbitok segítségét kéri a hatalmasok helyett). Mindenkiről hajlandó jót feltételezni, ami miatt környezete gyakran kritizálja őt, de bölcsessége iránti tiszteletből ritkán kérdőjelezik meg döntéseit az ilyen ügyekben. Remek humorérzékkel rendelkezik, jóindulatú és hóbortos, ám tud határozott, sőt félelmetes is lenni – ellenfelei ösztönösen megérzik, hogy nem tanácsos vele ujjat húzni. Szeszélyes oldala főleg problémák esetén és párbajok közben figyelhető meg, ami azokat, akik szemben állnak vele, igen felbőszíti. Veszélyes helyzetekben is megőrzi nyugalmát, ritkán haragszik meg.
Nagy zenerajongó. Dumbledore-nak – csokibéka kártyája szerint – a kamarazenélés és a kuglizás a hobbija. Kedveli az édességeket – a mágikusok és nem mágikusok egyaránt a gyengéi, és gyakran választja nevüket jelszóként az irodáját őrző kőszörnyekhez. Amint azt McGalagony professzornak mondja a Harry Potter és a bölcsek kövében, kiváltképp kedveli a citromos italport. A Bogoly Berti-féle Mindenízű Drazsét azonban nem szereti, amióta fiatalkorában kifogott egy hányásízű darabot. Ez ellentmond annak a ténynek, hogy Bogoly Berti az 1930-as években született, évtizedekkel Dumbledore születése után. (A nyilvánvaló ellentmondás megoldását az jelentheti, hogy 100 éves korában Dumbledore nyilván némileg bizonytalan lehetett az ügyben, vajon fiatalkora pontosan mikor is ért véget.) Rajong a kötési motívumokért; egyszer azt mondta Harrynek, az egyetlen dolog, amiből sohase volt neki elég, a kötött pamutzokni – bár ezt Harrynek arra az indiszkrét kérdésére válaszolta, hogy idős tanárának mi a leghőbb kívánsága, és maga Harry is érzi, hogy Dumbledore ezt finom elhárításnak szánta. A zoknimotívum azonban többször is visszaköszön a sorozatban, például mint a szabadság jelképe.
Híres nem mindennapi bölcsességéről és tudásáról. Számos alkalommal beismeri Harry Potternek a hatodik könyvbeli, alkalmi találkozásaik során, hogy ő is hibázhat, és minthogy okosabb a legtöbb embernél, hibái ennek megfelelően nagyobbak.
…az, hogy valaki elképesztően intelligens, még nem védi meg az érzelmi hibáktól, és szerintem Dumbledore tökéletes példa erre. Úgy hiszem, ha valaki nagyon-nagyon okos, akkor okozhat némi problémát számára, mint ahogy okozott is Dumbledore-nak. Hisz a bölcsessége elszigetelte őt, és, szerintem, ez jól észrevehető a könyvekben, hisz hol van a vele egyenrangú ember, hol van a bizalmasa, hol van a társa? Nincs neki ilyen. Mindig ő az, aki ad, akinek rálátása van a dolgokra, aki rendelkezik a tudással.
Zsenialitása és elszigeteltsége okozta életének tragédiáját: amikor 17 évesen találkozott egy vele közel egyenlő képességű varázslóval, Gellert Grindenwalddal, annyira elragadták a nagyszabású tervek a varázslótársadalom megreformálásáról, hogy elhanyagolta családját, és nem vette észre újdonsült barátja gonosz hajlamait. Ez végül húga, Ariana halálát okozta, Dumbledore pedig soha nem tudott megbocsátani magának. A tragédia azonban önismeretre ébresztette Dumbledore-t, és jobb emberré tette.
Rowling jóval a hét kötet befejezése után azt nyilatkozta – mintegy további mentségként Dumbledore fiatalkori hibájára –, hogy fiatalkorában beleszeretett Grindelwaldba, mivel Dumbledore homoszexuális. A könyvekben azonban az írónő tudatosan elkerüli az egyértelmű állásfoglalást erre vonatkozóan. A kijelentés váratlanul érte a sorozat olvasótáborát, és megosztott reakciót váltott ki, egy elismert kritikus szerint elsősorban azért, mert a nemeslelkű, magát a gonosz elleni küzdelemnek alárendelő Dumbledore esetében a szexualitás kérdésköre irreleváns, sőt idegen: meg sem fordul az olvasók fejében. Szerinte bár ez az értelmezés nem összeegyeztethetetlen Dumbledore könyvbeli jellemzésével, nem is következik belőle szükségszerűen: Rowling csak utólag teszi áthallásossá Dumbledore jellemzését – mintha csak Rita Vitrol alá akarna lovat adni.
Dumbledore-nak modern, felvilágosult gondolatai vannak a vér tisztaságával kapcsolatban csakúgy, mint a muglik, félemberek és nem emberek jogait illetően – minden emberi lényt egyenlőnek tekint, és legfontosabb értéknek és erőnek a szeretetet tartja. Voldemort egyenesen lenézi emiatt, és azért, mert nem használja tehetségét és varázserejét mások kárára, Dumbledore azonban azt vallja, hogy „a döntéseinkben, nem pedig a képességeinkben mutatkozik meg, kik is vagyunk valójában.” Időnként még Harry is kételkedik a szeretet mindent legyőző erejében, de végül rá kell jönnie, hogy Dumbledore-nak igaza volt.
Rowling állítólag általános iskolás igazgatójáról, Alfred Dunnról mintázta Dumbledore-t.

### Mágikus képességei
Leggyakrabban használatos fegyvere a tűz: a Voldemort elleni párbaj során lángkötelet használt; a kis Tom Denemnek varázslói képességeit a gyerek szekrényének felgyújtásával bizonyította; a barlangban szintén tűz segítségével tartotta távol az inferusokat. Ez a tulajdonsága A Gyűrűk Ura Gandalfjával rokonítja. Képes gubraithai tűz (soha ki nem alvó varázstűz) megidézésére. Patrónusának alakja és egyetlen háziállata is egy főnix, amely visszatérő szimbólum a könyvekben.
Dumbledore számára igen fontosak az emlékek; egyrészt fegyverként használja őket, másfelől információkat szerez belőlük. A Harry Potter és a Félvér Hercegben a merengőjében mutatja meg Harrynek az általa gyűjtött emlékeket. Így mondja el a fiúnak Tom Denem történetét, miképp vált Voldemort nagyúrrá, és milyen út vezetett a horcruxok elkészítéséhez.
Dumbledore fejlesztette ki azt a módszert, melynek segítségével a patrónusbűbájt üzenetek küldésére lehet használni, és amit csak a Főnix Rendje tagjainak fedett fel. Képes láthatatlanná tévő köpeny használata nélkül is láthatatlanná válni, és valószínűleg képes átlátni az ilyen köpenyeken. Dumbledore igen gyakorlott legilimentor és okklumentor (vagyis képes a „gondolatolvasásra”, és a „gondolatolvasók” kizárására), ez a tudomány is csak a kivételes varázslók sajátja a regényben (Voldemort, Perselus Piton).
A Harry Potter és a Tűz Serlege jeleneteiből kiderül, hogy Dumbledore tud a sellők nyelvén, és még sok más nyelven, mint például koboldul. A rajongók közt vitát képez, hogy párszaszájú-e, tehát beszél-e a kígyók nyelvén. Rowling elmondása szerint Dumbledore a tudását önállóan szerezte, bár „a Roxfort legjobb tanárai tanították”.

### Kapcsolata Harry Potterrel és szerepe a regényekben
Amikor Harry Potter először látta Dumbledore-t, ő csak egy nagy varázsló és a Roxfort elérhetetlen igazgatója volt számára. Első párbeszédük Edevis tükre előtt zajlott. Dumbledore nem megbüntette az éjszaka a kastélyban kószáló Harryt, hanem leült mellé a padlóra, és elkezdte első leckéjét a sok közül a szeretet mágikus hatalmáról. Ezzel Dumbledore törődése alapvetően meghatározta Harry fejlődését Roxfortban. (Példaképpen Dumbledore arca volt az első, amit meglátott a Mógus–Voldemorttal való összecsapás után; Dumbledore-nak kellett felkészítenie Harryt Voldemort visszatértének nyomasztó részletei felidézésére a Harry Potter és a Tűz Serlegében.) Gyakorlatilag minden regény végén (általában a gyengélkedőn vagy az igazgatói irodában) Dumbledore tanítja Harryt, megmagyarázza a történéseket, megnyugtatja a főhőst (a hatodikat kivéve, melyben azonban rendszeresek a hasonló célt szolgáló különórák). Dumbledore szolgáltatta Harry védelmét a Wizengamot előtt, amikor megakadályozta, hogy elbocsátsák Roxfortból a dementortámadás után.
A talán legjelentősebb leckét a Harry Potter és a Főnix Rendjében adta, miután Harry túlélte az akaratok csatáját. Ekkor jött rá Harry először, hogy Dumbledore sem tökéletes. Bár Harry azt kiáltotta: „Fogalma sincs, hogy mit érzek!”, Dumbledore nemcsak tudta, de megnevezte, és el is magyarázta neki, amit önmaga még nem volt képes megérteni. Dumbledore engedte, hogy jogosan dühös legyen rá, és pusztítsa irodája berendezését a Sirius Black halálát övező gyászában. Hogy Harry bűntudatát csillapítsa, kifejtette saját végzetes döntéseinek sorozatát: száműzte Siriust a Grimmauld térre, bízott abban, hogy Piton túl tudja tenni magát a Sirius Black és James Potter elleni gyűlöletén, Harryt a Dursley családnál tartatta, nem mondta el neki a jóslatot, és tartotta tőle a távolságot egy évig, magyarázat nélkül. Ez utóbbiakért bocsánatot is kért.
A hatodik kötetben érintkezéseik az addigiakhoz képest sokkal gyakoribbakká váltak: Dumbledore elkezdte felfedni Harry előtt a Voldemort elleni küzdelem során felhalmozott tudását, végig hagyva, hogy Harry maga jöjjön rá az összefüggésekre. Örökül hagyta a Sötét Nagyúr gyengeségeinek, a horcruxoknak a titkát. Az egyik ilyen tárgy utáni közös vadászat után ölik meg Dumbledore-t, Harry jelenlétében.
A befejező, hetedik regényben többször hallott Harry kétes forrású történeteket Dumbledore fiatalkoráról, melyek kétségeket ébresztettek benne. A főszereplő bánta, hogy nem kérdezte életében arról a korszakáról az igazgatót. Amikor Harry megnézte Piton emlékeit, az addig kialakult Dumbledore-kép teljesen összetört benne. Dumbledore ugyanis kiváló taktikusnak bizonyult, aki a gonosz legyőzése, a „nagyobb jó” érdekében még Harry életét is képes volt föláldozni, még Piton tiltakozása ellenére is. Ez az az információ, ami szükséges volt ahhoz, hogy Harry elmenjen a Tiltott Rengetegbe, és feláldozza magát. Ekkor került sor az utolsó leckére. A „King’s Cross” című fejezetben Dumbledore ismét a megszokott rávezetéses módszerrel magyarázta el Harrynek a megválaszolatlan kérdéseket. Amikor a főhős szóba hozta a Halál ereklyéit, az öregembernek „egy másodpercig olyan volt az arca, akár egy csibészségen kapott kisfiúé”. Ekkor került sor Dumbledore végső magyarázatára. Harryben végül sajnálat ébredt, és megbocsátott Dumbledore-nak. Az utolsó közös jelenetük során (a portréval az igazgatói irodában) Harry végérvényesen felnőtté vált, tudta, mit kell tennie az ereklyékkel. Már nem azt várta, hogy az igazgató döntsön helyette, hanem azt, hogy megerősítse őt a saját döntésében.
Az epilógusban kiderül, hogy Harry a második fiát mentora után Albusnak keresztelte el. Dumbledore-tól tanulta meg, mit jelent varázslónak és embernek lenni. Ő támogatta Harryben a könyörületet és az önzetlenséget. Ő dicsérte meg jó döntéseit és magyarázta el rossz döntéseinek következményeit. Tőle ismerte meg a szeretet erejét, és azt, hogy milyen anélkül élni.

## Családja
Szülei Percival és a mugli származású Kendra Dumbledore. Öccse Aberforth Dumbledore (született kb. 1882) egykor a Főnix Rendjének tagja volt, és egyszer a Wizengamot elé állították „helytelen bűbájok gyakorlásáért egy kecskén”. Ezután a roxmortsi Szárnyas Vadkan nevű fogadó csaposa lett, segítette a Neville Longbottom vezette roxforti ellenállókat, és részt vett a második roxforti csatában.
Húgát, Ariana Dumbledore-t hatéves korában három mugli fiú bántalmazta, mert látták, ahogy varázsolt. Ariana nem volt hajlandó varázsolni többé, és ennek következtében időnként irányíthatatlan „mágiakitörései” voltak. Apjuk megbosszulta a muglik tettét, ezért az Azkabanba zárták, és ott halt meg. Ezt Albus sose tagadta. Ezek után a család Godric’s Hollowba költözött, hogy könnyebben elrejthessék Arianát, akit máskülönben a Szent Mungo Varázsnyavalya- és Ragálykúráló Ispotályba vittek volna. Azt mondták róla, hogy nagyon beteg, törékeny, és ezért nem mehet Roxfortba, de a pletykák azt terjesztették róla, hogy kvibli. Itt kötöttek barátságot Bathilda Bircsókkal. Ariana egyik rohama alkalmával 1899-ben megölte anyját, így Albus lett a család feje, ami miatt fel kellett hagynia terveivel, miszerint világkörüli útra ment volna iskolás barátjával, Elphias Doge-dzsal. Bár Aberforth jobban megértette Arianát, neki vissza kellett térnie Roxfortba. Kis idő múlva a faluba érkezett Bircsók unokaöccse, Gellert Grindelwald, hogy felkeresse Ignotius Peverell sírját, és szoros barátságot kötött Albusszal. Ettől kezdve Albus elhanyagolta családfői kötelességeit, és mikor ezt Aberforth a szemére vetette, hármas párbaj alakult ki köztük és Grindenwald között. Dumbledore mindent megtett volna, hogy megmentse testvéreit, de egyikőjük eltévedt átka megölte Arianát. Élete végéig nem hagyta nyugodni a bűntudat. Aberforth is őt hibáztatta, Ariana temetésén eltörte az orrát, és Albus nem védekezett.

## Élete

### Életének és pályafutásának korai szakasza
Dumbledore rendkívüli mágikus adottságai kétségkívül megmutatkoztak fiatal korában is, mint később leírja a koros Griselda Marchbanks, a Mágiai Vizsgahivatal vezetője, aki személyesen vizsgáztatta az iskolaidős Dumbledore-t a RAVASZ vizsgán bűbájtanból és átváltoztatástanból. Marchbanks így idézi fel a fiatal, tehetséges Dumbledore-t: „Bámulatos volt, amit a pálcájával művelt!”
Elnyert minden említésre méltó iskolai díjat, levelezőtársaként tarthatta számon a kor legnevesebb mágusait, köztük Nicholas Flamelt, Bathilda Bircsókot és Adalbert Goffridot. Tanulmányait többek között a Transzformációs Szemlében, a Bűbájtani beszámolókban és a Főzetkutatásban is publikálta.
Albus Dumbledore iskolai besorolása („háza”) kétséges, bár Hermione Granger a következőt mondja a Griffendélről az első könyvben: „…úgy hallottam, maga Dumbledore is oda járt…” A Harry Potter és a Tűz Serlege filmváltozatában Dumbledore azt állítja Harryék griffendéles hálókörletében, hogy amikor diák volt ugyanabban a hálókörletben, egyszer felgyújtotta a „fránya” ágyfüggönyét. Rowling sugallja, hogy Dumbledore talán Griffendél Godrik leszármazottja, de nem erősíti meg. 
Ismeretlen idővel később (talán 1908 körül) Dumbledore visszatért Roxfortba, mint átváltoztatástan-tanár és mint igazgatóhelyettes, amely minőségében ő volt a felelős a felvételi eljárás lebonyolításáért.
1945-ben hosszú halogatás után szembenézett fiatalkori barátjával, és legyőzte Grindelwaldot, aki addigra sok ezer ember életét kioltotta (nyilvánvaló párhuzam a második világháborúval). A késedelem oka az igazságtól való félelem volt, hogy ki ölte meg húgát, Arianát. A látványos párbajban elnyerte a Pálcák Urát, a Halál egyik ereklyéjét, amelyre saját bevallása szerint rátermett volt. Grindelwaldot saját börtönébe, Nurmengardba zárta, ott is ölte meg Voldemort 1998-ban. A Pálca következő ura Draco Malfoy lett, de a Pálcát Voldemort vette ki erőszakkal Dumbledore sírjából. A Pálca utolsó ura, Harry Potter végül visszahelyezte a pálcát Roxfort egykori igazgatója sírjába.
Dumbledore híres alkimista volt, munkatársa volt annak a Nicholas Flamelnek, aki a bölcsek köve egyetlen ismert előállítója. Ő fedezte fel a sárkányvér tizenkét felhasználási módját (melyek közül az egyik a tűzhelytisztítás), bár halála után meggyanúsították, hogy előtte már nyolc felhasználási módot felfedeztek.
Dumbledore a Wizengamot (Legfelsőbb Varázslóbíróság) főmágusa, és a Mágusok Nemzetközi Szövetségének elnöke. Mindkét posztjától ideiglenesen megfosztották a Brit Mágiaügyi Minisztériummal való konfliktusa idejére, Cornelius Caramel minisztersége alatt, de visszakapta őket, miután a minisztérium kénytelen volt elfogadni a tényt, hogy helyesen figyelmeztette őket Voldemort visszatérésére. Élete során többször visszautasította a mágiaügyi miniszteri állást, mivel félt, hogy a hatalom előhozná belőle fiatalkori énjét. Megkapta a Merlin-díj aranyfokozatát is.

### Dumbledore és Voldemort nagyúr
A Roxfort tanáraként Dumbledore egyik feladata az volt, hogy megkeresse Tom Denemet, a fiatal varázslót, és meghívja őt a Roxfortba. Denem egy mugli árvaházban élt, s bár felfedezte, hogy vannak varázsképességei, nem tudta, hogy az anyja boszorkány volt. Dumbledore-t már a fiatal Denem is némi aggodalommal töltötte el, és különleges figyelemmel kísérte iskolai előmenetelét. Ám ez sem tudta megakadályozni a Titkok Kamrája felnyitását és Hagrid eltanácsolását az iskolából. Egyedül Dumbledore volt az, aki sejtette, hogy Denem a bűnös, de akárcsak Hagridnak, neki sem hittek kollégái – Denemet sokkal megbízhatóbbnak tartották, ugyanis a fiú Dumbledore-ral való első találkozása után óvakodott attól, hogy bárkinek is megmutassa az igazi arcát.
Denem vizsgái után tanári állásra jelentkezett a Roxfortba, de Dumbledore meggyőzte az akkori igazgatót, Armando Dippet professzort, hogy utasítsa vissza a kérést. Dumbledore maga is ugyanezt tette, mikor Denem néhány évvel később ismét próbálkozott, mert tartott tőle, hogy rossz hatással lenne a diákokra. Valószínűleg ezután történt, hogy Dumbledore nyomozni kezdett Denem gyermekkora és származása után, hogy megismerje a varázsló céljait.
Sybill Trelawney, a későbbi jóslástan tanár Dumbledore-nak mondta el a jóslatot Voldemort bukásáról. Perselus Piton kihallgatta a jóslat egy részletét, és elmondta azt Voldemort nagyúrnak. Voldemort úgy értelmezte a jóslatot, hogy az Harryt jelöli meg ellenfeleként. Ennek folyományaként ölte meg Lily és James Pottert, miközben Harryvel próbált végezni. Ezzel, ahogy a jóslat megmondta, egyenlőként jelölte meg Harryt. A két történet – Dumbledore-é és Trelawneyé – elbeszélése azonban tisztává tette, hogy Dumbledore hazudott az ő változatában.
Dumbledore vezető szerepet játszott a volt tanítványa elleni küzdelemben, a Főnix Rendjével fáradhatatlanul állt ellen Voldemortnak. Miután Harry szüleit meggyilkolták, Dumbledore úgy döntött, hogy a megárvult kisfiút Vernon és Petunia Dursley otthonába vigyék, tudván, hogy ott védeni fogja az édesanyja önfeláldozásával létrejött varázslat, mivel Dumbledore életre hívott egy, a vér kötelékén alapuló bűbájt, amit Petunia Dursley pecsételt meg azzal, hogy befogadta a fiút az otthonába. A szeretet kötelékének ősi varázsa tette kibírhatatlanná Voldemortnak Harry megérintését.
Dumbledore tette azt a fontos felfedezést, hogy Voldemort horcruxok készítésével a halhatatlanság elérésére törekszik. Az egyik ilyen horcrux Tom Denem naplója volt, amit Harry semmisített meg a Harry Potter és a Titkok Kamrája című részben. Dumbledore később egy másik horcruxot is elpusztított, egy gyűrűt, ami Voldemort családi ereklyéje volt – ennek során sérült meg a keze.
Dumbledore, a többi varázslótól eltérően, nem fél kimondani a Voldemort nevet, de mégsem így, hanem „Tom” néven szólítja, ezzel akadályozva meg, hogy a sötét varázsló diktálja kapcsolatuk feltételeit, és így kényelmes, irányító pozícióban érezze magát.

### Elbocsátásai Roxfortból
– Annyi azonban bizonyos – folytatta emelt hangon és lassan, hogy valamennyien jól értsék szavait –, hogy véglegesen csak akkor hagyom el az iskolát, ha többé senki nem lesz hűséges hozzám. Roxfortban nem maradnak magukra azok, akik segítséget kérnek.
Dumbledore-t kétszer fosztották meg ideiglenesen igazgatói posztjától.
Először Harry második roxfortos évében, 1993. május 8. és 29. között; amikor Lucius Malfoy meggyőzte a felügyelő bizottság másik tizenegy tagját, hogy függesszék fel Dumbledore igazgatói tisztségét, a „mugli-ivadékok” elleni támadások miatt, amikor a Titkok Kamráját kinyitották. Dumbledore-t visszahelyezték miután a Baziliszkuszt megölték. Ekkor kiderült, hogy Lucius kényszerítette a vezetőségi tagokat, hogy „rúgják ki” az igazgatót.
Másodszor Harry ötödik iskolai évében; amikor Harry és Dumbledore sikertelenül próbálta meggyőzni a varázslótársadalmat arról, hogy Voldemort visszatért és ezért halt meg Cedric Diggory. Dolores Umbridge lett a sötét varázslatok kivédése tanár és Roxfort főinspektora, és saját belátása szerint új szabályokat hozott. Harry és a diákok egy csapata megalakított egy titkos csapatot – melyet „Dumbledore Seregének” hívtak –, hogy tanulják és gyakorolják a defenzív mágiát. Amikor a Dumbledore Seregét 1996 tavaszán leleplezték, Dumbledore letartóztatása elől elszökött; ezután Umbridge lett az igazgatónő. Ismét Dumbledore lett az igazgató júniusban, amikor Voldemort leleplezte magát a Mágiaügyi Minisztérium elleni támadással.

### Halálának körülményei
Dumbledore halálát előre sejteti az, hogy a Harry Potter és a Félvér Herceg elején megégett és megfeketedett kézzel jelenik meg. A sérülés akkor keletkezett, amikor ujjára húzta Voldemort nagyapja, Rowle Gomold gyűrűjét, egy családi hagyatékot, Voldemort egyik horcruxát. Ezzel nem a megsemmisítése volt a célja; használni akarta a gyűrűbe foglalt Feltámadás Kövét, hogy viszontláthassa elhunyt családtagjait, és „megmondhassa nekik, mennyire bánja, amit tett”. A sérülést az okozta, hogy az ereklye még horcrux volt és erős átok ült rajta; Dumbledore később elpusztította azt. A haláltól akkor „különleges képességei” és Perselus Piton közbeavatkozása mentette meg, bár kezének állapota év közben mit sem javult. Erre a tényre nincs magyarázat kivéve Hermione egy mondata: „Vannak gyógyíthatatlan sérülések… régi átkok… meg olyan mérgek, amikre nincs ellenszer…” Később megtudjuk, hogy az átok csak ideiglenesen volt megállítható, az igazgatónak legfeljebb egy éve volt hátra. Mikor Voldemort barlangjában voltak, Dumbledore így szólt: „A halálra és a sötétségbe pillantva az ismeretlentől félünk, semmi mástól.”
Ez a sérülés különösen kellemetlen, minthogy csökkenti Dumbledore fizikai képességeit. Miután elviszi Harryt nagynénje házából, úgy tűnik, Dumbledore nem képes egyszerű, mindennapi feladatokat sem véghezvinni – nem képes például kinyitni Dursleyék bejárati ajtaját: a varázslást használja a kilincs helyett. Később nem képes rámutatni az utcanévtáblára nyilvánvaló kényelmetlenség nélkül, és feljajdul. Végül nem tudja kezével kihúzni a dugóját egy emlékes üvegnek Harry egyik óráján, helyette pálcája használatára kényszerül.
Harry többször figyelmezteti Dumbledore-t, hogy az egyik diák, Draco Malfoy Voldemortnak dolgozik. Voldemort azért használja, hogy szüleit Lucius és Narcissa Malfoyt büntesse. Dumbledore azonban nem tesz lépéseket Draco ellen, ehelyett biztosítja Harryt, hogy ő maga többet tud az iskolában folyó dolgokról, mint Harry. Draco két rosszul megtervezett kísérletet is tesz évközben, hogy megölje Dumbledore-t, de mindkétszer egy-egy diák sérül meg. Az első kísérlet egy megátkozott nyaklánc, a második egy üveg mérgezett mézbor küldése volt. Harry mindkét alkalommal megpróbálja figyelmeztetni Dumbledore-t, hogy Malfoy a felelős. Dumbledore nem osztja Harrynek Pitonnal, az akkorra már a sötét varázslatok kivédését oktató tanárral szembeni bizalmatlanságát sem, bár később kényszer alatt elismeri, hogy részben Piton is felelős Harry szüleinek haláláért.
Malfoy valódi terve azonban az volt, hogy a volt-nincs szekrény segítségével halálfalókat juttat be a Roxfort kastélyba. A támadók akkor jöttek, mikor Dumbledore és Harry távol voltak, hogy megszerezzenek és elpusztítsanak egy másik horcruxot. Dumbledore vészesen legyengült, miután megitta azt a mérget, amit Voldemort hagyott hátra. Visszatérésükkor a gonosz varázslók gyilkosságainak jelvénye, a Sötét Jegy lebegett az iskola felett. Ez ugyan csak csel volt, ők ketten azonban odasiettek a csillagvizsgáló toronyba. Így Draconak sikerült lefegyvereznie Dumbledore-t (és ezzel a Pálcák Urának gazdája lett). Úgy tűnt, az idős varázsló tudott a támadásról (vagy sejtette), mert utolsó szabad másodpercét arra használta, hogy elvarázsolja, biztonságba helyezze Harryt, aki így láthatatlanul és tehetetlenül válik az események tanújává.
Miközben Malfoyjal beszélt, Dumbledore felfedte, hogy tudta, Draco állt a két merényletkísérlet hátterében, de megértette Malfoy bizonytalan helyzetét. Malfoy a döntő pillanatban rájött, képtelen végezni Dumbledore-ral (amit Dumbledore előre tudott), így Pitonra hárul a feladat, hogy kimondja a halálos Avada Kedavra átkot. Piton előre szavát adta Dumbledore-nak, hogy amikor eljön az idő, megöli. Ennek két oka volt: hogy megmentsék Dracót, és hogy Dumbledore-nak ne szégyenteljes, hosszú, szenvedésekkel teli halált kelljen halnia. Legalábbis ezt állította Pitonnak, a legfőbb ok az volt, hogy Dumbledore dönthessen saját haláláról, így technikailag ugyan Piton ölte meg, de valójában ez nem számít gyilkosságnak, hiszen közös megegyezéssel történt. Máskülönben nem lenne utódja a Pálcák Urának, a különleges varázspálca hatalma Dumbledore-ral együtt a sírba veszett volna, de a tervbe hiba csúszott. Erre utal a hetedik regény 36. fejezetének a címe is: „Hiba a tervben”. Még mielőtt Piton végrehajtotta volna azt, amiben megegyeztek, Draco lett a Pálcák Urának új tulajdonosa. Dumbledore utolsó szavai halála előtt: „Perselus… kérem…”
A Harry Potter és a Tűz Serlege végén, mikor Harry elmondja Dumbledore-nak, hogy látta a szüleit párbajozni Voldemorttal, Dumbledore így felel: „Nincs varázs, ami életre kelti a holtakat”. Érdemes továbbá megjegyezni, hogy míg Harry az ötödik könyv végén nehezen fogadja egyetlen rokona halálát, és megkísérli felvenni a kapcsolatot keresztapja esetleges szellemével, addig meg sem próbál újra beszélni Dumbledore-ral, annak ellenére, hogy a portréja elérhető közelségben van. Ebből arra következtethetünk, hogy Dumbledore halála talán azt a célt szolgálja, hogy megmutassa, Harry most már teljes egészében képes a valóság elfogadására és hajlandó megtörténtnek tekinteni a múltat, ezáltal felnőtté válva, mint ahogy ezt Rowling tervezte (saját besorolása szerint a Harry Potter fejlődésregény).
A regényben leírtak ellenére a rajongók egy jelentős hányada azon a véleményen volt 2005 és 2007 között, hogy Dumbledore halálát valamilyen módon csak eljátszották, valójában nem halt meg, és valamiféle fordulat várható majd a hetedik részben. A DumbledoreIsNotDead.com Archiválva 2009. január 6-i dátummal a Wayback Machine-ben (angolul) jó néhány pontban érvelt amellett, hogy Dumbledore még mindig életben van. Dumbledore halála igencsak vitatott témájává vált a rajongóknak. A témához szorosan kapcsolódott Piton hűségének kérdése. A rajongók egy része úgy hitte, Piton a „jó oldalon” áll, még ha ő is ölte meg Dumbledore-t – azt sugallva, Dumbledore halála vagy „tervbe volt véve”, vagy „magasabb cél érdekében” volt szükséges – mint utóbb kiderült, helyesen.
Dumbledore nézetei a halálról általában már az első kötetben feltűntek – „a halál nem más, mint egy új kaland kezdete” – az ötödik kötetben pedig cáfolja Voldemort azon feltevését, hogy „semmi nem rosszabb a halálnál”.
J.K. Rowling 2006. augusztus 2-án megerősítette, hogy Dumbledore tényleg halott: „ne várjátok, hogy Dumbledore úgy »járjon«, mint Gandalf”. Habár Dumbledore halott, Rowling utalt rá, hogy feltűnik a hetedik könyvben is, valamilyen módon.

### Szerepe halálát követően
A Harry Potter és a Félvér Herceg utolsó fejezete írja le Dumbledore temetését. Elbúcsúztatásán a varázslótársadalom minden rétege részt vett, így több korábbról ismert szereplő, kentaurok és sellők. Testét fehér márvány kriptában helyezték örök nyugalomra a roxforti tó partján (ő az egyetlen igazgató, akit az iskola területén temettek el). Dumbledore halála után Fawkes, a főnixmadara elhagyja az iskolát.
Dumbledore végrendeletében legtöbb ingóságát a Roxfortnak adományozta, de külön kitért Ron Weasleyre, akire saját találmányát, egy önoltót hagyott, hogy visszataláljon barátaihoz; Hermione Grangerre, aki a Bogar bárd meséi eredeti példányát kapta meg; és Harry Potterre, akié ez első elfogott cikesze, a Feltámadás Kövével a belsejében és Griffendél Godrik kardja lett. A hagyományozott tárgyakat a Mágiaügyi Minisztérium az utolsó pillanatig visszatartotta, és a kardot az iskolában tartatták. A Bogar bárd meséi 2008. december 4-én jelent meg magyar nyelven, az eredeti kiadással egy időben, miután az Amazon.com megvásárolta Rowling kézírásos eredetijét egy árverésen. Érdekesség, hogy „Hermione Granger fordításában és (a Legendás állatok és megfigyelésük és A kviddics évszázadai kiadványokhoz hasonlóan) Albus Dumbledore jegyzeteivel” adták ki, mely természetesen szintén az írónő munkája.
Dumbledore a halálát követő időszakban is feltűnik, több ízben és módon is. Majdnem egy évig nem jelenik meg szereplőként, csupán újságcikkekből (Elphias Doge nekrológja) illetve egy Rita Vitrol által szerkesztett, a bölcs varázsló életrajzául szolgáló könyvben (Hírnév és hazugságok – Albus Dumbledore élete) található információk alapján tudhatunk meg több fontosabb információt és néhány alaptalan pletykát is a Harry Potter és a bölcsek köve előtti életéről.
A Harry Potter és a Halál ereklyéi „A Herceg meséje” c. fejezetéből megtudhatjuk, hogy Dumbledore mágikus portréja megjelent az igazgatói iroda falán, a Roxfort többi volt igazgatójának portréja között. Az igazgatói székben Piton követte, így folyamatosan tanácsokkal és utasításokkal láthatta el (például Harry kimenekítése a Privet Drive-ról, Griffendél kardjának eljuttatása Harryhez stb.).
A „King's Cross” című fejezetben – miután Harryt eltalálta Voldemort nagyúr halálos átka – Harry találkozott a Roxfort hajdani igazgatójával, aki hús-vér alakként jelent meg Harry gondolataiban. Mint minden kötetben, a hetedikben is tanácsokkal látja el Harryt, valamint válaszol a Harry számára megválaszolhatatlan kérdésekre. Legutoljára már a harc végét követően találkozhatunk alakjával, amint az igazgatói szobában portréjából könnyekkel küszködve, büszkén ünnepli a többi korábbi igazgatóval és igazgatónővel Harry győzelmét. Harry és Ginny Weasley második közös fiukat róla és Pitonról Albus Perselus Potternek nevezték el.

## Dumbledore a filmadaptációkban

Richard Harris Albus Dumbledore szerepében a Harry Potter és a bölcsek köve c. filmben

A 2001-es Harry Potter és a bölcsek köve és a 2002-es Harry Potter és a Titkok Kamrája filmadaptációiban Dumbledore-t Richard Harris játszotta, aki a második film forgatása után Hodgkin-kórban meghalt. Az általa megformált Dumbledore a könyvekből megismert higgadt, méltóságteljes öregember volt.
A 2004-es Harry Potter és az azkabani fogolyban, a 2005-ös Harry Potter és a Tűz Serlegében, a 2007-es Harry Potter és a Főnix Rendjében, a 2009-es Harry Potter és a Félvér Hercegben, a 2010-es Harry Potter és a Halál ereklyéi 1.-ben és a 2011-es Harry Potter és a Halál ereklyéi 2.-ben Dumbledore-t Michael Gambon alakítja. Játéka energikusabb, agresszívebb elődjénél. A Halál ereklyéi első részében alapvetően mozgó fényképekre és archív felvételekre szorítkozó cameoszerepe volt.
Harris előtt eredetileg Patrick McGoohannek ajánlották a szerepet, ő azonban egészségügyi okokra hivatkozva visszautasította. Mindhárom színész ír. Nem tudni, hogy ez szándékos választás volt-e vagy véletlen egybeesés.
Richard Harris halála után több pletyka látott arról napvilágot, hogy Ian McKellen formálja meg a továbbiakban az igazgatót, de ő tagadta, hogy felkérték. A szerepről így nyilatkozott:
Az emberek azt kérdik tőlem, nem szeretném-e én játszani Dumbledore-t? Azt mondom, nem! Én játszottam Gandalfot! Az eredetit. Felmerült a kérdés, hogy folytatnám-e Richard Harris után, de hallva, hogy az egyik utolsó dolog, amit nyilvánosan mondott, az volt, hogy milyen borzasztó színésznek tart engem, nem lett volna helyes, ha én veszem át a szerepét.
Harris hozzátartozói szívesen látták volna a család barátját, Peter O’Toole-t Dumbledore-ként.
Magyar hangja mind a nyolc filmben Makay Sándor.
A Halál ereklyéi 1-2 és a Legendás lények visszaemlékezéseiben a fiatalkori Dumbledore-t Toby Regbo alakította. A Legendás állatok: Grindelwald bűntettei című filmben Jude Law alakította Dumbledore-t, magyar hangja Stohl András volt.

## Fawkes
Fawkes, Dumbledore kedvenc háziállata, egy főnix. Az arany és piros színekben pompázó madár ellentéte Voldemort nagyúr Nagini nevű kígyójának. Mivel Fawkes a Griffendél ház színeket viseli, felmerültek feltevések, miszerint a főnix egykoron Griffendél Godrik tulajdona volt. Rowling ezt egy interjúban csak alaptalan feltevésnek nevezte, miszerint a főnix csakis az igazgató szolgálatában állt. Az igazgató halála után a madár örökre elhagyta az iskolát, és soha nem tért vissza történetben.
Fawkes két tollat adott pálcakészítésre – az egyik toll Voldemort, a másik Harry pálcájában van. Furcsa lehet, hogy nem Dumbledore pálcájának magva Fawkes egyik tolla, így azt a következtetést vonhatjuk le, hogy Dumbledore első pálcájának megszerzése után barátkozott össze a madárral. Dumbledore patrónusa is főnix alakot öltött, ezzel el tudott kergetni akár egy csapatnyi dementort is, ahogy Harry a szarvas alakú patrónusával. Dumbledore temetésén Harry látta, hogy egy főnix felszállt a lángok közül, amely körülvette a néhai igazgató asztalon lévő holttestét és együtt egy sírkővé álltak össze.

## Nevének jelentése
Rowling könyveiben a szereplők nevei többnyire valamilyen jelentést hordoznak (például lefestik a jellemét), így Dumbledore neve is bemutatja viselőjét:
- Albus: a latin albus („fehér”) szóból, mely gyakran a jóság szimbóluma.
- Percival: régi francia név. Artúr király lovagjainak egyikét hívták így, az egyetlent, aki elég tiszta volt ahhoz, hogy elnyerje a Szent Grált. Perceval történetét először Chrétien de Troyes jegyezte le a 12. században. Thomas Malory Le Morte d'Arthurjában Perceval mind a hőse mind a mesélője a történetnek, mint Dumbledore a Harry Potter könyvekben.
- Wulfric: jelentése „farkaserő”, ami a hős Beowulf (erős medve-farkas) legendájára emlékeztet, aki fiatal korában megölte Grendelt, a szörnyet (mely neve különösképp hasonlít Grindelwald nevére). Beowulf később király lett, de idős korában legyőzte egy sárkány, amit csak egy Wiglaf nevű hű, fiatal harcos segítségével tudott megtenni, aki családjának utolsó sarja. Beowulf a csata közben sebesülései miatt halt meg.
- Brian: jelentése nem ismert, de lehetséges, hogy az ősi kelta elemmel, a „bre”-vel függ össze, amely „hegyet”, vagy tágabb értelemben „magasat”, „nemeset” jelent. Elterjedt angol keresztnév.
- Dumbledore: (óangol) „dongó”, az írónő azért választotta ezt a nevet, mert elképzelte, amint körbebarangolja a kastélyt, magában dudorászva.[28] Ezenfelül a „dumbledor” egy rovar J. R. R. Tolkien A Gyűrűk Ura c. regényének egyik versbetétében, mely minden évben megjelenik a Megyében.

### Más nyelveken
Az eredeti „Albus Dumbledore” formától eltérő fordítások:
- Arab: ألباس دمبلدور
- Bolgár: Албус Дъмбълдор
- Cseh: Albus Brumbál
- Héber: אלבוסדמבלדור
- Hindi: डम्बल्डोर
- Holland: Albus Perkamentus (perkament = pergamen)
- Japán: Albus Dumbledore (Arubasu Danburudoa, アルバス ・ ダンブルドア)
- Kínai (Tradicionális): 阿不思. 鄧布利多
- Kínai (Taiwan): 阿不思. 鄧不利多教授
- Koreai: 알버스 덤블도어
- Lett: Baltuss Dumidors (balts = fehér ember)
- Litván: Albas Dumbldoras
- Norvég: Albus Humlesnurr
- Olasz: Albus Silente
- Orosz: Альбус Дамблдор
- Ógörög: Διμπλόδωρος
- Perzsa (fárszi): آلبوس دامبلدور
- Portugál (brazil): Alvo Dumbledore (Alvo = az albus portugál formája)
- Szerb: Albus Dambldor
- Thai: อัลบัสดัมเบิลดอร์
- Újgörög: Άλμπους Νταμπλντορ (Διευθυντής)